# Tel·lurur de cadmi i mercuri
Hg1−xCdxTe o tel·lurur de cadmi i mercuri (també tel·lurur de mercuri de cadmi, MCT, MerCad Telluride, MerCadTel, MerCaT o CMT) és un compost químic de tel·lurur de cadmi (CdTe) i tel·lurur de mercuri (HgTe) amb una banda d'infrarojos des de l'ona curta a les regions infraroges d'ona molt llarga. La quantitat de cadmi (Cd) de l'aliatge es pot escollir per ajustar l'absorció òptica del material a la longitud d'ona infraroja desitjada. CdTe és un semiconductor amb un interval de banda d'aproximadament 1,5 electronvolts (eV) a temperatura ambient. HgTe és un semimetall, el que significa que la seva energia de banda intermitent és zero. La barreja d'aquestes dues substàncies permet obtenir qualsevol banda intercalada entre 0 i 1,5 eV.

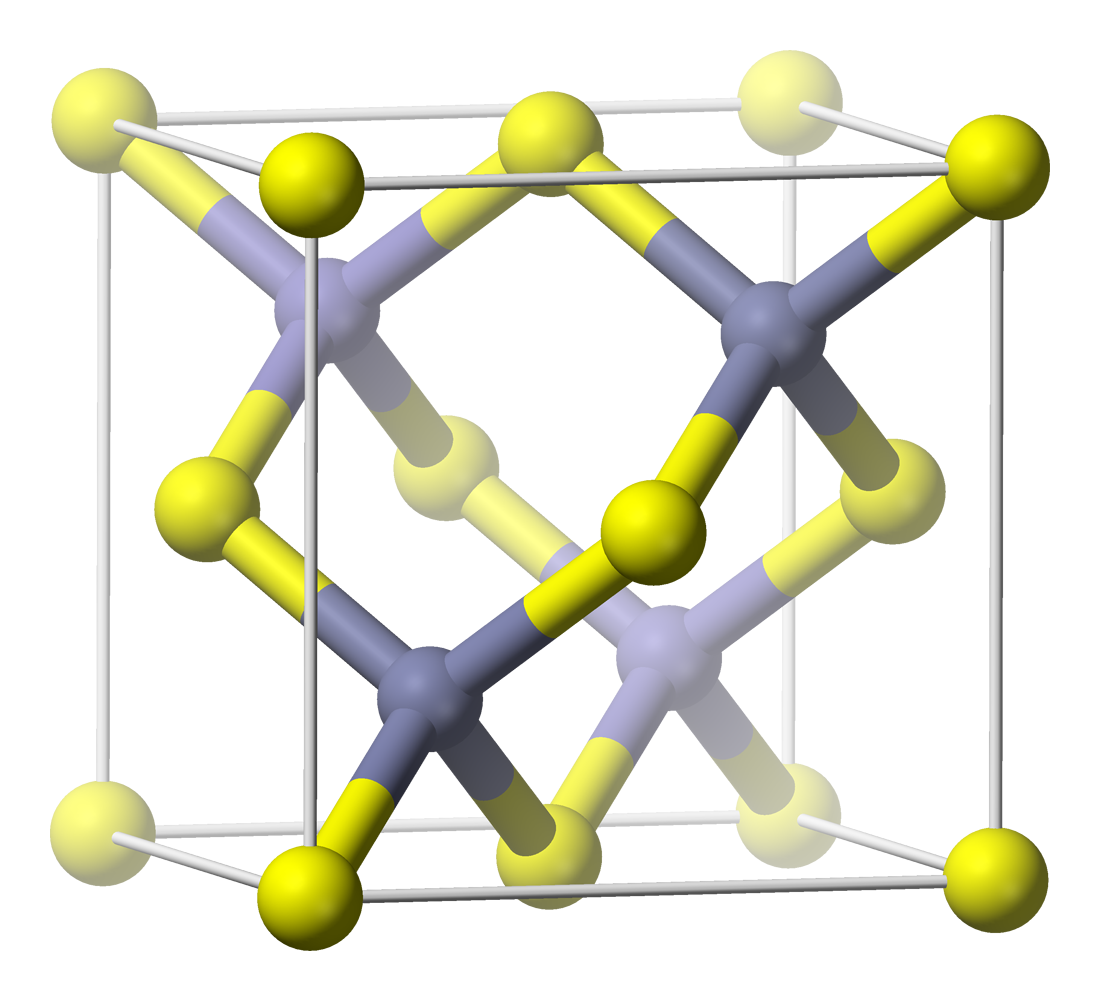
Estructura cristal·lina del telurur de mercuri-cadmi.

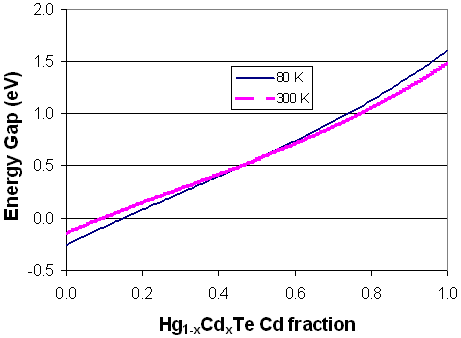
Gap energètic en funció de la composició del cadmi

La mobilitat electrònica de HgCdTe amb un gran contingut de Hg és molt alta. Entre els semiconductors comuns utilitzats per a la detecció d'infrarojos, només InSb i InAs superen la mobilitat electrònica de HgCdTe a temperatura ambient. A 80 K, la mobilitat electrònica de Hg0,8 Cd0,2 Te pot ser de diversos centenars de milers de cm 2/(V·s). Els electrons també tenen una llarga longitud balística a aquesta temperatura; el seu recorregut lliure mitjà pot ser de diversos micròmetres.